# Valea Mare (Dâmbovița)
Valea Mare è un comune della Romania di 2 335 abitanti, ubicato nel distretto di Dâmbovița, nella regione storica della Muntenia.
Il comune è formato dall'unione di 6 villaggi: Gârleni, Livezile, Saru, Stratonești, Valea Caselor, Valea Mare.